# Elattoneura nihari
Elattoneura nihari là loài chuồn chuồn trong họ Platycnemididae. Loài này được Mitra miêu tả khoa học đầu tiên năm 1995.